# Kathleen O'Connor
Kathleen O'Connor (7 de julho de 1894 – 25 de junho de 1957) foi uma atriz de cinema estadunidense da era silenciosa que atuou em 29 filmes entre 1918 e 1924.

## Biografia
Nascida em Dayton, Ohio, foi para a Califórnia em 1916. Uma das antigas Sennett Bathing Beauties, seu primeiro filme foi a comédia curta-metragem The Movie Dummy, em 1918, pela Rolin Films. No curta-metragem Who's Zoo?, em 1918, contracenou com Stan Laurel para a L-KO Kompany, e trabalhou depois em várias comédias curtas para a Nestor Film Company. Ainda em 1918, foi dirigida pelo seu futuro marido Lynn Reynolds nos filmes Ace High (no Brasil, A Filha da Neve), Mr. Logan, U.S.A. (no Brasil Amor de Gaúcho), Fame and Fortune (no Brasil, Fama e Fortuna), ao lado de Tom Mix, para a Fox Film. Trabalhou várias vezes ao lado de Tom Mix e Harry Carey, e muitas vezes sob a direção de Lynn Reynolds.
Entre seus principais filmes destacam-se Missing (1918) e A Gun Fightin' Gentleman (1919), esse dirigido por John Ford para a Universal Pictures.
Em 1919, já na Universal Pictures, fez os seriados The Midnight Man, ao lado de James J. Corbett, e sob direção de James W. Horne, e The Lion Man, ao lado de Jack Perrin. Em 1921, trabalhou para a American Film Company e para a Metro Pictures Corporation, em 1922, para a Goldwyn Pictures e novamente para a Universal. Em 1923, atuou em Wild Bill Hickok, ao lado de William S. Hart, para a Famous Players-Lasky Corporation. Em 1924, atuou pela última vez, em Dark Stairways, para a Universal Pictures.
Kathleen faleceu em Los Angeles, a 25 de junho de 1957.

## Vida familiar
Teve um trágico casamento com o diretor, roteirista e ator Lynn Reynolds (1891–1927). Reynolds suicidou-se, atirou em si mesmo, na frente de convidados, após uma discussão com a esposa durante uma festa de boas-vindas realizada em sua honra. Reynolds e O’Connor se acusaram mutuamente de infidelidade, segundo amigos do casal que estavam no jantar. No início de fevereiro de 1927, Reynolds iniciara a produção do filme Back To Gods Country, uma aventura no [Alasca]], estrelado por Renee Adoree. Ele levou o elenco e a equipe para Sierras, perto da fronteira de Nevada-Califórnia, para o que era esperado ser uma filamgem de três dias, mas uma nevasca repentina os deixou isolados durante quase três semanas. O cineasta cansado voltou para casa em 24 de fevereiro e, naquela noite, em um coquetel comemorando seu retorno, Kathleen acusou o marido de ter um caso com Adoree. Reynolds teve uma explosão de raiva, bateu em Kathleen e a ameaçou com uma pistola 38. Uma testemunha afirmou que Reynolds realmente tentara matar sua esposa, mas a arma falhara. Então ele atirou na própria cabeça.

## Filmografia parcial

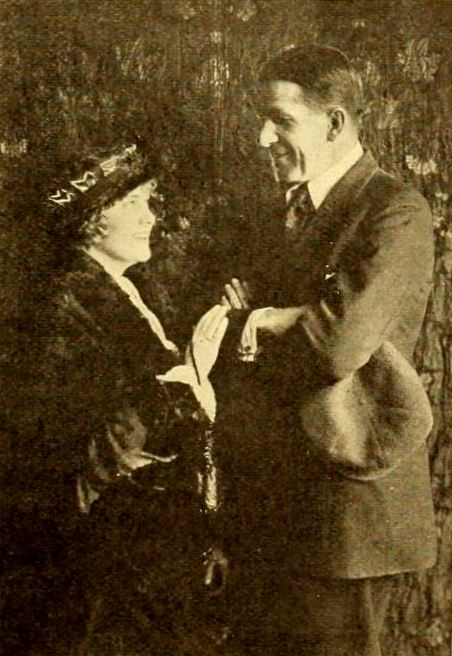
Cena do filme The Midnight Man (1919), com Kathleen O'Connor e James J. Corbett

- The Movie Dummy (1918)
- Who's Zoo? (1918)
- Ace High (1918)
- Missing (1918)
- Mr. Logan, U.S.A. (1918)
- Fama and Fortune (1918)[8]
- Hell-Roarin' Reform (1919)
- The Midnight Man (1919)
- A Gun Fightin' Gentleman (1919)
- The Lion Man (1919)
- Bullet Proof (1920)
- Prairie Trails (1920)
- Sunset Jones (1921)
- Life's Darn Funny (1921)
- Come on Over (1922)
- The Married Flapper (1922)
- Wild Bill Hickok (1923)
- Dark Stairways (1924)